# San Francisco (drink)
San Francisco är en söt vodkadrink med tillsats av bananlikör, apelsinjuice och grenadin. Drinken var som mest populär under 1970- och 1980-talen.

## Innehåll
- 4 cl Vodka.
- 2 cl Crème de Bananes eller annan bananlikör.
- 20 cl apelsinjuice.
- 1 msk grenadin.
- Skakas och serveras med fördel med is i Highballglas med ett cocktailbär och sugrör.